# Rio Tamanduá
Rio Tamanduá är ett vattendrag i Brasilien.   Det ligger i delstaten Santa Catarina, i den södra delen av landet, 1 200 km söder om huvudstaden Brasília.
I omgivningarna runt Rio Tamanduá växer i huvudsak städsegrön lövskog. Runt Rio Tamanduá är det glesbefolkat, med 12 invånare per kvadratkilometer.